# 포르바스

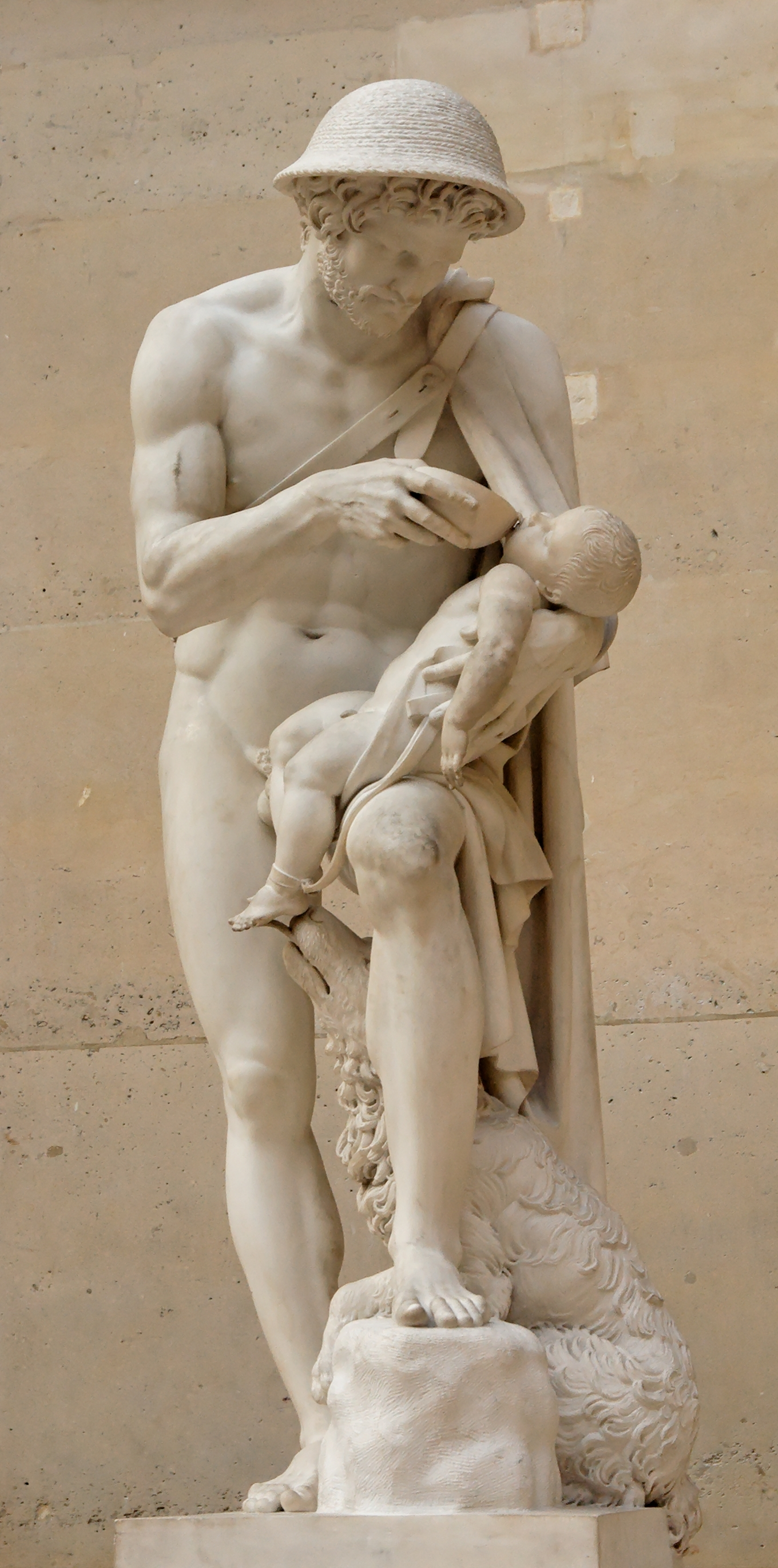
아이 오이디푸스는 그를 나무에서 떼어낸, 목자 포르바스에 의해 다시 생명을 가져왔다

그리스 신화에서 포르바스(그리스어: Φόρβας, 속격 Φόρβαντος) 또는 포르바케우스는 다음과 관련 있다.
- 헬리오스의 아들이자 암브라키아 (암브라키아 시의 시조)의 아버지, 헬리오스. 그녀는 또한 아우게이아스의 딸이 되었고, 테살리아의 포르바스의 손녀를 가졌다.[1]

## 같이 보기
- 뱀주인자리